# Ra I
För andra betydelser, se Ra.

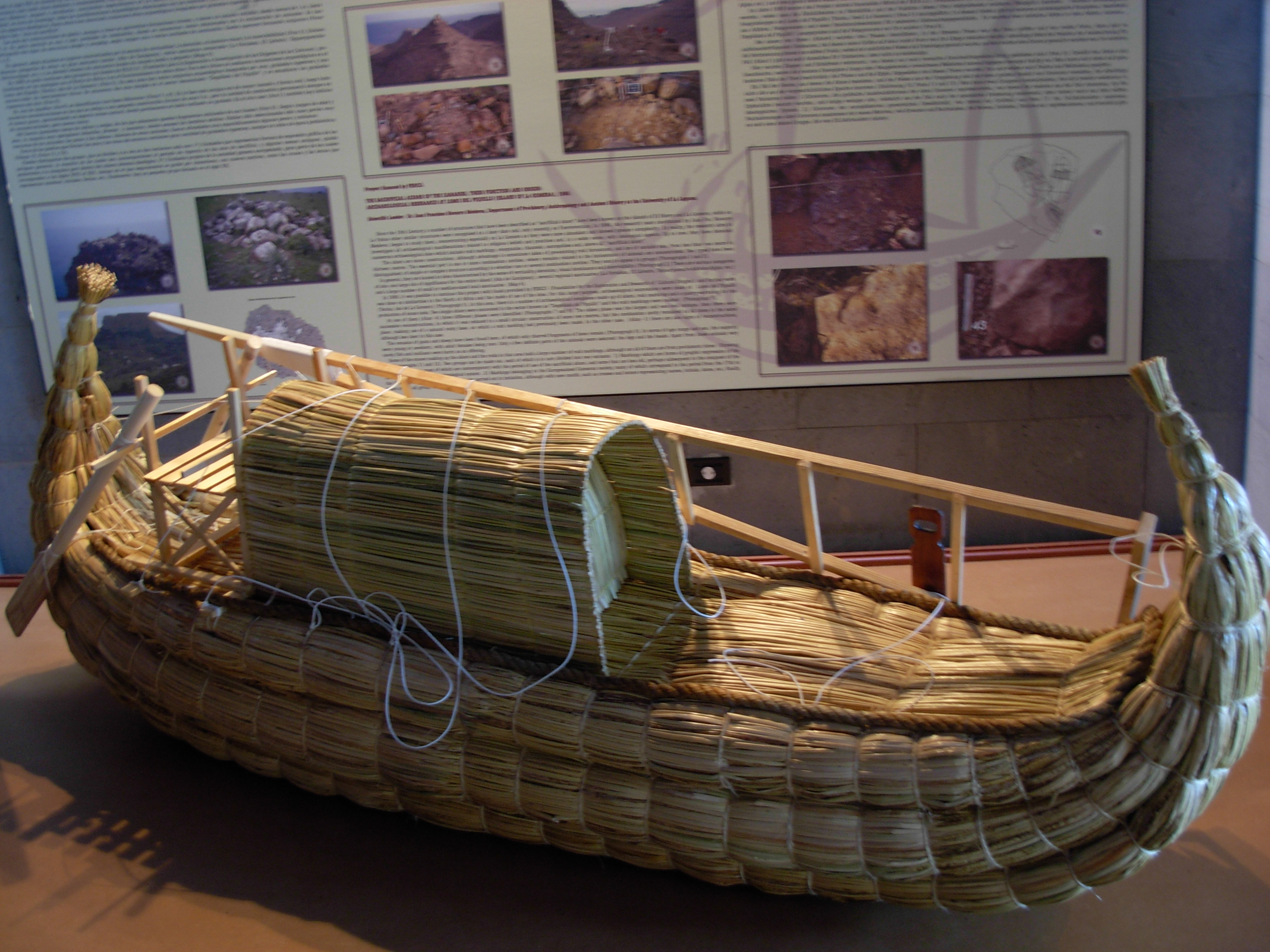
Modell av Ra I på Kon-Tiki-museet i Oslo.

Ra I, ursprungligen benämnd Ra, var ett fartyg som 1969 användes av Thor Heyerdahl och hans besättning i ett försök att korsa Atlanten. Den är en "vassbåt", byggd av papyrus enligt gammal egyptisk modell.

## Skeppsbygget
Heyerdahl ansåg att det fanns egyptiskt inflytande i delar av den amerikanska ursprungskulturen, så Ra byggdes för att påvisa hur egyptier under antiken kunnat ta sig med båt till Amerika. Båtens namn hämtades från den egyptiska solguden Ra, och till själva båtbygget anlitades båtbyggare från Tchad.
Den kände experten på egyptiska fartyg, finlandssvensken Björn Landström, tog fram ritningsunderlag för båten vilka byggde på bilder/reliefer från Cheops pyramid, granne med byggplatsen.
Experter på papyrus var övertygade om att skeppet skulle sjunka efter två-tre veckor eftersom materialet skulle ruttna eller lösas upp av vattnet. Men bindningstekniken som används vid båtbyggande skiljer sig från laboratorieexperiment eftersom den porösa änden tillsluts genom snörning och beck (huruvida egyptierna beck-beströk hela sina båtar är oklart). Den längsgående ytan är i princip vattentät. Vid byggandet av Ra I importerades papyrusen från uppströms Nilen eftersom den i stort var utdöd i Egypten liksom konsten att tillverka denna fartygstyp.
Ra I byggdes vid foten av Cheops pyramid och drogs sedan symboliskt ner mot Nilen av cirka 500 skolungdomar. Där lastades båten först på en trailer för vidare transport till Safi i Marocko.

## Seglatsen
25 maj 1969 avseglade man från Safi i Marocko. Fartyget råkade dock ut för dåligt väder. Man havererade den 18 juli med kraftig slagsida samt aktern under vattenytan. Ra var då manöveroduglig. Så dags befann man sig rakt öster om Barbados i Karibien, med endast en vecka kvar av seglatsen. Besättningen övergav Ra efter att man färdats cirka 5 000 km på 54 dagar.
Anledningen till att aktern sjönk under resans gång var att man missförstått eller feltolkat hur stagning från akterstäven till masten borde fästas för att hålla upp akterstäven. Så aktern sjönk ner allteftersom resan förlöpte, papyrusen tog till sig vatten och Ra blev tung i sjön och svår att manövrera. Den här konstruktionen ändrades när Ra II byggdes för att senare bevisa att det var möjligt att resa från kontinent till kontinent med en papyrusbåt.
Ra övergavs på öppet hav. En modell av fartyget finns idag på Kon-Tiki-museet i Oslo.

## Miljöpåverkan
Under seglatsen uppmärksammade besättningen den hårda nedsmutsning som sker till havs. Förekomsten av oljeklumpar från risgryns- till knytnävsstorlek, olika plastföremål och annat gjorde att man tidvis undvek att bada. Efter resan kontaktades FN:s miljöorgan och Ra II fick i uppdrag att mäta miljöpåverkan genom att bland annat samla in oljeklumpar.

## Besättning
Besättningen bestod, förutom Heyerdahl själv, av:
- Jurij Senkevitj (1937-2003)[6],(skeppsläkare - Ra I, Ra II, Tigris), med erfarenheter från Antarktis, författare.
- Norman Baker (1929-2017), (navigatör och telegrafist - Ra I, Ra II, Tigris), den ende med en bakgrund av yrkesmässigt sjömannaskap i besättningen.
- Santiago Genovés (1923-2013), (förrådsförvaltare - Ra I, Ra II, Tigris), exilspanjor, antropolog, forskningsprofessor på universitet i Mexico och författare till boken Pax och mottog av påven Johannes XXIII International Peace Council 1969 strax inför resan och var även nominerad för Nobels fredspris.
- Georges Sourial, (undervattensexpert - Ra I, Ra II, Tigris), kemiingenjör, professionell dykare, mästare i judo och playboy.
- Abdullah Djibrine, (papyrusexpert - Ra I), arbetsledare för Tchadgruppen, hade aldrig varit vid ett hav.
- Carlo Mauri (1930-1982), (filmfotograf - Ra I, Ra II, Tigris), bergsbestigare och expert på tåg  och knopar.

Med på båten fanns också en apa (Safi från Atlasbergen), några höns och en and.
Den internationella blandningen av besättningsmedlemmarna gjorde att Ra I kunde framföras under FN-flagg förutom de sju nationsflaggorna som representerade varje besättningsman. Tillstånd för FN-flaggningen gavs av generalsekreteraren U Thant själv och under förutsättning att alla flaggor var lika stora.
Resan med Ra I var förutom ett rent praktiskt experiment av hur väl och hur länge egyptiernas papyrusbåtar kunde segla även ett experiment i samlevnad; på ett mycket litet utrymme levde folk med olika ursprung, språk och nationalitet i 54 dagar.

## Fortsättningsexpedition
Expeditionen kom 1970 att få en efterföljare i Ra II.